# Gobierno en minoría
Gobierno en minoría es la situación en la que el gobierno no cuenta con los apoyos suficientes, en el Poder Legislativo, para lograr la mayoría absoluta.
Esta situación favorece cierta inestabilidad política en Estados soberanos democráticos donde existe una separación de poderes, ya que los partidos de la oposición, si suman sus fuerzas, pueden bloquear las actuaciones del Ejecutivo en el Legislativo y/o Judicial (cuando las iniciativas pueden contradecir las leyes actuales y no es posible hacer una reforma), llegando a forzar un cambio de gobierno, de gabinete o incluso llamar a elecciones anticipadas, al hacerse complejo el "hacer gobierno" y llegar a consensos.
Por lo general, un gobierno en minoría tiende a ser más inestable que un gobierno en mayoría, debido a que la oposición tiene la capacidad de inhabilitar el gobierno con una moción de censura.